# Una mujer (1965)
Una mujer é uma telenovela mexicana, produzida pela Televisa e exibida em 1965 pelo Telesistema Mexicano.

## Elenco
- Ramón Bugarini
- Sandra Chávez
- Andrea Cotto
- Malena Doria